# Elisha Baxter
Elisha Baxter (* 1. September 1827 im Rutherford County, North Carolina; † 31. Mai 1899 in Batesville, Arkansas) war ein US-amerikanischer Jurist und Politiker und von 1873 bis 1874 Gouverneur des Bundesstaates Arkansas.

## Frühe Jahre und politischer Aufstieg
Elisha Baxter erhielt nur eine durchschnittliche Ausbildung in seiner Heimat. Ein Angebot zum Besuch der US-Militärakademie in West Point konnte er aufgrund des Widerstands seines Vaters nicht annehmen. Im Jahr 1852 zog er nach Arkansas, wo er ein Geschäft eröffnete, das später aber Bankrott machte. Nach einem Jurastudium wurde er 1856 als Anwalt zugelassen. Ab 1853 war Baxter in Arkansas politisch aktiv. In diesem Jahr wurde er Bürgermeister seiner Heimatgemeinde Batesville. Zwischen 1854 und 1856 und nochmals von 1858 bis 1860 saß er im Senat von Arkansas.
Bei Ausbruch des Bürgerkrieges war Baxter zunächst ein Verfechter der Neutralität von Arkansas. Er war gegen die Sezession und weigerte sich, für die Konföderation zu kämpfen. Dadurch wurde er in Arkansas von deren überzeugten Anhängern verfolgt und angegriffen. Baxter floh nach Missouri, wurde aber gefasst, wegen Hochverrats angeklagt und inhaftiert. Nachdem es ihm gelungen war, aus der Haft zu entkommen, schlug er sich bis zur Unionsarmee durch und trat dieser bei. Dort stieg er bis zum Oberst (Colonel) auf. Nach der Eroberung von Arkansas im Jahr 1864 wurde er zum Vorsitzenden des Arkansas Supreme Court ernannt. Zwischen 1868 und 1872 war er Richter im dritten Gerichtsbezirk des Landes. Im Jahr 1872 kam es dann zu einer umstrittenen Gouverneurswahl, die sich zu dem so genannten Brooks-Baxter War entwickelte.

## Gouverneur von Arkansas und der Brooks-Baxter War
Im Jahr 1872 war die Republikanische Partei in Arkansas in zwei feindliche Lager gespalten. Auf der einen Seite stand die Gruppe um Gouverneur Powell Clayton, der vor allem Immigranten aus dem Norden angehörten. Die andere Seite wurde von Joseph Brooks angeführt und versuchte sich auf die Einheimischen und ehemaligen Konföderierten zu stützen. Die 1872 anstehenden Gouverneurswahlen standen ganz im Zeichen dieses Konflikts. Elisha Baxter wurde als Kandidat der Clayton-Fraktion nominiert, während Brooks für die Gegenseite aufgestellt wurde. Der Wahlkampf war hart und das Ergebnis der Wahl war umstritten. Die Legislative erklärte Baxter zum Wahlsieger, doch Brooks ging dagegen juristisch vor. Clayton schlug sich mittlerweile auf die Seite von Brooks, weil er glaubte Baxter nicht länger trauen zu können. Baxter, der sich bereits in der Amtsvilla des Gouverneurs befand, wurde von den Anhängern von Brooks gewaltsam mit Hilfe einiger Nationalgardisten vertrieben. Es gab offene Kämpfe zwischen den Anhängern beider Seiten, bei denen bis zu 200 Menschen ums Leben kamen. Beide Seiten baten Präsident Ulysses S. Grant um Hilfe. Dieser gab den Fall an die Legislative von Arkansas zurück und diese löste das Problem mit Hilfe einer neuen Verfassung. Diese sah Neuwahlen für alle öffentlichen Ämter und die Verkürzung von Baxters Amtszeit von vier auf zwei Jahre vor. Baxter akzeptierte diese Lösung, obwohl er damit zwei Jahre seiner Amtszeit freiwillig aufgab. In der ihm verbliebenen Zeit als Gouverneur sprach er sich gegen den weiteren Verkauf von Eisenbahnanleihen aus.

## Weiterer Lebenslauf
Nach dem Ende seiner verkürzten und umstrittenen Amtszeit am 12. November 1874 verließ Baxter die Republikanische Partei. Er sollte bis 1967 der letzte Republikanische Gouverneur von Arkansas bleiben. Im Jahr 1874 lehnte Baxter ein Angebot der Demokratischen Partei ab, sich von ihnen für die Gouverneurswahlen aufstellen zu lassen. Er kehrte in seine Heimatstadt Batesville zurück und war als Anwalt und Farmer tätig. Dort ist er im Mai 1899 auch verstorben. Elisha Baxter war mit Harriet Patton verheiratet, mit der er sechs Kinder hatte. 